# アナスタシア・ケレシドゥ
アナスタシア・ケレシドゥ （Anastasia Kelesidou, ギリシア語: Αναστασία Κελεσίδου, 1972年11月28日 - ）は、ギリシャの元陸上競技選手。円盤投の選手として1996年アトランタオリンピックから3大会連続出場。シドニー、2004年アテネ大会と2大会連続で銀メダルを獲得した。

## 主な実績
| 年   | 大会                 | 場所                       | 種目   | 結果 | 記録   |
| ---- | -------------------- | -------------------------- | ------ | ---- | ------ |
| 1996 | オリンピック         | アトランタ(アメリカ合衆国) | 円盤投 | -    | 59.60m |
| 1997 | 世界陸上選手権       | アテネ(ギリシャ)           | 円盤投 | -    | 59.22m |
| 1999 | 世界陸上選手権       | セビリヤ(スペイン)         | 円盤投 | 銀   | 66.05m |
| 2000 | オリンピック         | シドニー(オーストラリア)   | 円盤投 | 銀   | 65.71m |
| 2001 | 世界陸上選手権       | エドモントン(カナダ)       | 円盤投 | 銅   | 65.50m |
| 2002 | ヨーロッパ陸上選手権 | ミュンヘン(ドイツ)         | 円盤投 | 銅   | 63.92m |
| 2003 | 世界陸上選手権       | パリ(フランス)             | 円盤投 | 銀   | 67.14m |
| 2004 | オリンピック         | アテネ(ギリシャ)           | 円盤投 | 銀   | 66.68m |